# Bowersville, Georgia
Bowersville är en kommun (town) i Hart County i Georgia. Vid 2020 års folkräkning hade Bowersville 444 invånare.